# Gert Klotzek
Gert Klotzek (* 13. Juni 1950 in Schwerin) ist ein deutscher Schauspieler, Autor, Regisseur, Hörspiel- und Synchronsprecher.

## Leben
Der 1950 in Schwerin geborene und aufgewachsene Gert Klotzek (häufig auch Gerd Klotzek) absolvierte von 1971 bis 1975 ein Schauspielstudium an der Theaterhochschule „Hans Otto“ Leipzig und stand bereits in dieser Zeit in Leipzig auf der Bühne. Sein erstes festes Engagement hatte er von 1975 bis 1982 am Volkstheater Rostock. Es folgten Engagements in Cottbus, Annaberg-Buchholz und an verschiedenen Wirkungsstätten in Berlin, wo er auch für erste Regiearbeiten zuständig war. Hinzu kamen in den folgenden Jahren Auftritte in Kassel, an zwei Tourneetheatern, an weiteren Theatern in Berlin, in Stralsund, in Schwerin und auf dem Darß. Immer wieder spielte er von 2007 bis 2018 am Berliner Kriminal Theater. Ab Mitte der 1980er Jahre stand er häufig für Spielfilme und Fernsehproduktionen vor der Kamera und wirkte als Hörspiel- und Synchronsprecher. Außerdem wirkte er in diversen Werbespots mit. Als Autor verfasste er das Theaterstück Peter – Zar der (P)Reußen oder: Armer Zarewitsch.
Als Hobby sammelte er seit seiner Kindheit Orden und Auszeichnungen der DDR. Die Sammlung besteht aus mehreren Tausend Stück, wobei ihm die vom Nationalen Aufbauwerk (NAW) der DDR besonders  wichtig sind.
Gert Klotzek lebt in Berlin.

## Filmografie
- 1986: Ernst Thälmann (Fernsehfilm)
- 1986: Polizeiruf 110: Bedenkzeit (Fernsehreihe)
- 1987: Polizeiruf 110: Der Tote zahlt
- 1988: Stunde der Wahrheit
- 1989: Die ehrbaren Fünf (Fernsehfilm)
- 1989: Tierparkgeschichten (Fernsehserie, 1 Episode)
- 1989: Polizeiruf 110: Mitternachtsfall
- 1990: Alter schützt vor Liebe nicht (Fernsehfilm)
- 1990: Die Architekten
- 1991: Polizeiruf 110: Zerstörte Hoffnung
- 1991: Das Mädchen aus dem Fahrstuhl
- 1991: Polizeiruf 110: Der Riß
- 1992: Gute Zeiten, schlechte Zeiten (Fernsehserie, 1 Episode)
- 1994: Ein Bayer auf Rügen (Fernsehserie, 1 Episode)
- 1995: Wolffs Revier (Fernsehserie, 1 Episode)
- 1995: … nächste Woche ist Frieden
- 1996: Im Namen des Gesetzes (Fernsehserie, 1 Episode)
- 1996: Wolffs Revier (Fernsehserie, 1 Episode)
- 2000: In aller Freundschaft (Fernsehserie, 1 Episode)
- 2000: Tatort: Der Trippler (Fernsehreihe)
- 2002: Dr. Sommerfeld – Neues vom Bülowbogen (Fernsehserie, 1 Episode)
- 2007: SOKO Wismar (Fernsehserie, 1 Episode)
- 2009: Anna und die Liebe (Fernsehserie, ? Episoden)
- 2015: Binny und der Geist (Fernsehserie, 1 Episode)
- 2018: Wuff – Folge dem Hund
- 2018: Beat (Fernsehserie, 2 Episoden)
- 2018: Alles oder nichts (Fernsehserie, 2 Episoden)
- 2024: Die Ironie des Lebens

## Theater

### Schauspieler
- 1975: Tadeusz Różewicz: Die Laokoongruppe – Regie: Zbigniew Bogdanski (Volkstheater Rostock)
- 1978: Waleri Agranowski: Wer kümmert sich um M.? (Anton) – Regie: Hanns Anselm Perten (Volkstheater Rostock)
- 1979: Waltraut Lewin/Horst Krüger: Rosa Laub (Junge) – Regie: Jörg Kaehler (Volkstheater Rostock)
- 1982: Johann Wolfgang von Goethe: Clavigo – Regie: Peter Radestock (Volkstheater Rostock)
- 1982: William Shakespeare: Hamlet – Regie: Dieter Roth (Staatstheater Cottbus)
- 1984: Brigitte Reimann: Franziska Linkerhand – Regie: Dieter Roth (Staatstheater Cottbus)
- 1986: Wolfgang Kohlhaase: Fisch zu viert (Rudolph) – Regie: Carmen Heinrich (Eduard-von-Winterstein-Theater, Annaberg-Buchholz)
- 1988: George Tabori: Mein Kampf (Tiroler/Penner) – Regie: Thomas Langhoff (Maxim-Gorki-Theater, Berlin)
- 1990: Jehoschua Sobol: Ghetto (Gessler) – Regie: Carl-Hermann Risse (Maxim-Gorki-Theater, Berlin)
- 1992: Tadeusz Różewicz: Eine alte Frau brütet (Roter Geiger) – Regie: Rolf Winkelgrund (Maxim-Gorki-Theater, Berlin)
- 1995: Francis Veber: Diner für Spinner (Brochant) – Regie: Horst Lateika (Komödie Kassel)
- 1996: Carl Zuckmayer: Der Hauptmann von Köpenick (Gefängnisdirektor) – Regie: Christoph Brück (Euro-Studio Landgraf)
- 1997: Bertolt Brecht: Der kaukasische Kreidekreis (Lavrenti) – Regie: Christoph Brück (Euro-Studio Landgraf)
- 1998: Ephraim Kishon: Der Prozeß des Josef Zimmermann – Regie: Ephraim Kishon (Tribüne Berlin)
- 2000: Rolf Hochhuth: Die Hebamme (Gablentz) – Regie: Rolf Hochhuth (Berliner Ensemble)
- 2004: Rainer Behrend: Event im Barock (Luzifer) – Regie: Rainer Behrend (Tribüne Berlin)
- 2007: Reginald Rose: Die zwölf Geschworenen (Obmann) – Regie: Wolfgang Rumpf (Berliner Kriminal Theater)
- 2007: Arthur Conan Doyle: Der Hund von Baskerville (Mortimer) – Regie: Wolfgang Rumpf (Berliner Kriminal Theater)
- 2007: Tom Wolf: Königsblau (Polizeipräfekt) – Regie: Holger Schulze (Prodacapo Berlin)
- 2007: Henning Mankell: Vor dem Frost (Eric Westin) – Regie: Wolfgang Rumpf (Berliner Kriminal Theater)
- 2009: Gerhard Dallmann: Das Kahnweib (Fritz Retzlaff) – Regie: Holger Schulze (Stralsunder Theater)
- 2009: Wilhelm Jacoby/Carl Laufs: Pension Schöller (Klapproth) – Regie: Holger Schulze (Darß-Festspiele)
- 2010: Franz und Paul von Schönthan:  Der Raub der Sabinerinnen (Prof. Gollwitz) – Regie: Holger Schulze (Darß-Festspiele)
- 2011: Paul Schurek: Lünkenlärm (Eduard Rosenbusch) – Regie: Jörg Schade (Mecklenburgisches Staatstheater Schwerin – Fritz-Reuter-Bühne)
- 2014: Ehm Welk: Die Heiden von Kummerow (Müller Düker) – Regie: Holger Schulze (Darß-Festspiele)

### Regie
- 1986: Sonnyboys (Friedrichstadt-Palast – Das Ei, Berlin) (Regieassistent)
- 1988: Welche ist die schönste Jahreszeit? (Palast der Republik, Berlin) (Buch und Regie)
- 1989: Wir verreisen in alle vier Himmelsrichtungen (Palast der Republik, Berlin) (Buch und Regie)

## Hörspiele
- 1986: Hans Bräunlich: Unfreiwilliges Wiedersehen (Ober) – Regie: Fritz Göhler (Kurzhörspiel aus der Reihe Waldstraße Nummer7 – Rundfunk der DDR)
- 1986: Andrea Czesienski: Vor der stillen Nacht kommt die Bescherung  (Verkäufer) – Regie: Edith Schorn (Kurzhörspiel aus der Reihe Waldstraße Nummer7 – Rundfunk der DDR)
- 1987: Joachim Brehmer: Berliner Betten (Obmann der Jury) – Regie: Detlef Kurzweg (Kurzhörspiel aus der Reihe Waldstraße Nummer7 (Mann) – Rundfunk der DDR)
- 1992: Rodney David Wingfield: Viel Frust für Frost (Police Constable Norton) – Regie: Klaus Wirbitzky (Kriminalhörspiel – WDR)